# علاقة حب سرية
علاقة حب سرية (بالكورية: 밀회) هو مسلسل كوري جنوبي من بطولة كيم هي أي ويو آه إن. صدر المسلسل على شبكة جاي تي بي سي في الفترة من 17 مارس حتى 13 مايو 2014.

## روابط خارجية
- علاقة حب سرية على موقع IMDb (الإنجليزية)
- علاقة حب سرية على موقع نتفليكس (الإنجليزية)
- علاقة حب سرية على موقع قاعدة بيانات الفيلم (الإنجليزية)